# Montanejos
Montanejos település Spanyolországban, Castellón tartományban. Montanejos Arañuel, Cirat, Cortes de Arenoso, Fuente la Reina, Montán és Puebla de Arenoso községekkel határos. Lakosainak száma 643 fő (2024).

## Népesség
A település népessége az elmúlt években az alábbi módon változott:
| Lakosok száma | 438  | 481  | 500  | 617  | 630  | 583  | 539  | 572  | 544  | 643  |
|               | 2001 | 2004 | 2006 | 2009 | 2011 | 2014 | 2016 | 2019 | 2021 | 2024 |